# Надзвичайно спокійна людина
«Надзвичайно спокійна людина» (пол. «Niespotykanie spokojny człowiek») — польська телевізійна комедія 1975 року режисера Станіслава Бареї. Фільмування проводились у місті Згеж.

## Сюжет
Станіслав Влодек — фермер, який після Другої світової війни переїхав зі східних кресів на повернені території, де заснував фермерське господарство. Через роки йому довелося відчайдушно боротися за те, щоб його син Тадеуш не переїхав до міста і не перейняв його спадщину. Однак юнак, який проходить строкову службу у місті, закохався у працівницю текстильної фабрики і планує одружитися. Станіслав, людина із золотим серцем і великою імпульсивністю, вирішує перешкодити шлюбу. Після низки пригод ситуація прояснюється і відбувається весілля, на яке Станіслав запрошує пасажирів викраденого міжміського автобуса.

## Акторський склад
- Януш Клосинський — Станіслав Влодек
- Ришарда Ганін — Анєла Влодек, дружина Станіслава
- Марек Фронцковяк — Тадеуш Влодек, син Анєлі та Станіслава
- Яніна Соколовська — Урсула, наречена Тадеуша
- Малґожата Потоцька — Геленка
- Єжі Цнота — Мєтек
- Зофія Вілчинська — працівниця робітничого готелю
- Єжі Турек — далекобійник
- Євгеніуш Валашек — гість на весіллі
- Станіслав Тим — капітан Тадеуш Звожняк, командир Тадеуша
- Людвік Бенойт — охоронець у фабриці
- Єжі Красунь — солдат Роман